# Arcidiecéze Saurimo
Arcidiecéze Saurimo je arcidiecéze římskokatolické církve nacházející se v Angole.

## Území
Arcidiecéze zahrnuje provincii Lunda Sul. Arcibiskupským sídlem je město Saurimo, kde se nachází hlavní chrám – katedrála Nanebevzetí Panny Marie. 
Rozděluje se do 6 farností. K roku 2017 měla 65 889 věřících, 9 diecézních kněží, 7 řeholních kněží, 14 řeholníků a 25 řeholnic.
Církevní provincie Saurimo zahrnuje dvě sufragánní diecéze;
- diecéze Dundo
- diecéze Lwena

## Historie
Dne 10. srpna 1975 byla bulou Ut apostolicum papeže Pavla VI. vytvořena diecéze Henrique de Carvalho, a to z části území diecéze Malanje. Dne 15. května 1979 byla diecéze dekretem Cum Excellentissimus Kongregace pro evangelizaci národů přejmenována na Saurimo.
Dne 9. listopadu 2001 byla z části jejího území vytvořena diecéze Dundo. Dne 12. dubna 2011 byla diecéze bulou Quandoquidem accepimus papeže Benedikta XVI. povýšena na metropolitní arcidiecézi.

## Seznam biskupů a arcibiskupů
- Manuel Franklin da Costa (1975–1977)
- Pedro Marcos Ribeiro da Costa (1977–1997)
- Eugenio Dal Corso, P.S.D.P. (1997–2008)
  - José Manuel Imbamba (2008–2011) (apoštolský administrátor)
- José Manuel Imbamba (od 2011)